# World Football Challenge 2011
El World Football Challenge 2011 fue la segunda edición del World Football Challenge, la cual se celebró del 13 de julio al 6 de agosto de 2011 en Estados Unidos y Canadá. Esta edición no se celebró en 2010 debido a la Copa Mundial de Fútbol de 2010.
Esta edición, a diferencia de la pasada, contó con un mayor número de equipos, siendo 13 clubes de 7 diferentes países. Todos los equipos participantes provienen de Europa y de América del Norte. El Club América fue el único club en formar parte de la competición en forma consecutiva, al haber participado en la edición de 2009. El torneo contó por primera vez con la participación de equipos de la Major League Soccer, máxima competición futbolística de Estados Unidos y Canadá. Además, por primera vez se disputaron partidos en ciudades de Canadá, tales como Vancouver y Toronto.
Los clubes norteamericanos que formaron parte de la competición fueron el Guadalajara y el Club América (México); el New England Revolution, Los Ángeles Galaxy, el Chicago Fire y el Philadelphia Union (Estados Unidos); y el Vancouver Whitecaps (Canadá). Junto a ellos compitieron seis clubes europeos, cuatro de ellos campeones en distintas competencias la temporada anterior: el F. C. Barcelona (campeón de la Primera División de España 2010-11 y de la Liga de Campeones 2010-11), y el Real Madrid C. F. (campeón de la Copa del Rey 2010-11) (España), el Manchester United (campeón de la Premier League 2010-11) y el Manchester City (campeón de la FA Cup 2010-11) (Reino Unido), la Juventus de Turín (Italia) y el Sporting de Lisboa (Portugal).

## Diseño de la competición
Las reglas de esta edición difieren de la edición anterior debido a la gran cantidad de equipos participantes.

### Reglas de los partidos
Las reglas siguen el criterio estándar, salvo con algunas excepciones:
- Si el partido no se define en los 90 minutos reglamentarios, se determinará un ganador por el uso de la definición desde el punto penal. Puntos no serán otorgados a los goles anotados desde el punto penal al final del tiempo regular.
- Las amonestaciones o expulsiones no contarán en los subsecuentes partidos jugados excepto cuando un jugador es expulsado por una conducta violenta, una falta seria, o dos tarjetas amarillas en un mismo partido, en cuyo caso el jugador no podrá jugar el próximo encuentro de este evento.
- Veinticinco jugadores deben ser incluidos en la plantilla para cada partido (sujeto a cambio dependiendo del récord disciplinario del equipo) once jugadores titulares y catorce suplentes. Once de los suplentes podrán tomar el lugar de jugadores en la cancha en cualquier momento durante el partido en vez de que sean solamente tres.

### Puntaje
El evento se disputó en un formato de tabla general y los equipos sumaron puntos de la siguiente forma:
- Tres puntos por una victoria en tiempo regular.
- Dos puntos por una victoria en la definición desde el punto penal.
- Un punto por una derrota en la definición de tiros desde el punto penal.
- Cero puntos por cada derrota en el tiempo regular.
- Un punto por cada gol anotado durante el tiempo regular (hasta 3 goles).

Con sólo un partido disputado, el Sporting de Lisboa no sumó puntos en el torneo, pero sí lo hizo su único rival, la Juventus de Turín. Los cinco equipos de la Major League Soccer que participaron en el torneo fueron agrupados entre dos conferencias: la Conferencia Este (la cual está conformada por el Chicago Fire, el New England Revolution y el Philadelphia Union) y la Conferencia Oeste (la cual está conformada por Los Ángeles Galaxy y el Vancouver Whitecaps), con cada conferencia acumulando puntos en conjunto respectivamente. A excepción del Galaxy que disputó dos partidos, todos los demás equipos de la MLS disputaron solamente un partido. Los otros siete clubes participantes disputaron tres partidos cada uno y recibieron puntos según el formato del torneo.

### Criterios de desempate
Si dos o más equipos quedan empatados en puntos al finalizar el torneo, los criterios de desempate seguirán el siguiente orden:
- 1: Diferencia de goles en el tiempo regular.
- 2: Mayor cantidad de goles a favor en el tiempo regular.
- 3: Menor cantidad de goles en contra en el tiempo regular.
- 4: Mayor cantidad de goles anotados en el tiempo regular en un partido.
- 5: Sorteo.

## Equipos participantes
- Los siguientes equipos son los participantes del torneo.[1][2]

| País           | Equipo                 | Liga                         |
| -------------- | ---------------------- | ---------------------------- |
| México         | Guadalajara            | Primera División de México   |
| México         | Club América           | Primera División de México   |
| Italia         | Juventus de Turín      | Serie A                      |
| Inglaterra     | Manchester United      | Premier League               |
| Inglaterra     | Manchester City        | Premier League               |
| Estados Unidos | New England Revolution | Major League Soccer          |
| Estados Unidos | Los Ángeles Galaxy     | Major League Soccer          |
| Estados Unidos | Chicago Fire           | Major League Soccer          |
| Estados Unidos | Philadelphia Union     | Major League Soccer          |
| Canadá         | Vancouver Whitecaps    | Major League Soccer          |
| Portugal       | Sporting de Lisboa     | Primera División de Portugal |
| España         | F. C. Barcelona        | Primera División de España   |
| España         | Real Madrid C. F.      | Primera División de España   |

## Sedes
- Las siguientes ciudades son las sedes del torneo.[2][3]

| Ciudad        | Estadio                 | Capacidad |
| ------------- | ----------------------- | --------- |
| Foxborough    | Gillette Stadium        | 68.756    |
| Los Ángeles   | LA Memorial Coliseum    | 93.607    |
| San Francisco | AT&T Park               | 41.915    |
| Vancouver     | Empire Field            | 27.528    |
| San Diego     | Estadio Qualcomm        | 71.294    |
| Chicago       | Soldier Field           | 61.500    |
| Filadelfia    | Lincoln Financial Field | 68.532    |
| Toronto       | BMO Field               | 23.000    |
| Carson        | The Home Depot Center   | 27.000    |
| Nueva York    | Citi Field              | 41.800    |
| Raleigh       | Carter–Finley Stadium   | 57.583    |
| Landover      | FedExField              | 91.704    |
| Miami         | Sun Life Stadium        | 74.918    |
| Arlington     | Cowboys Stadium         | 80.000    |

## Tabla de posiciones y partidos
Pts. = Puntos; PJ = Partidos Jugados; PG = Partidos Ganados; PE = Partidos Empatados; PP = Partidos Perdidos; GF = Goles a Favor; GC = Goles en Contra; Dif. = Diferencia de Goles
| Equipo                       | Pts. | PJ | PG | PE | PP | GF | GC | Dif. |
| ---------------------------- | ---- | -- | -- | -- | -- | -- | -- | ---- |
| Real Madrid C. F.            | 17   | 3  | 3  | 0  | 0  | 9  | 2  | +7   |
| Manchester United            | 17   | 3  | 3  | 0  | 0  | 9  | 3  | +6   |
| Manchester City              | 13   | 3  | 2  | 1  | 0  | 5  | 2  | +3   |
| Juventus de Turín            | 9    | 3  | 2  | 0  | 1  | 3  | 2  | +1   |
| F. C. Barcelona              | 7    | 3  | 1  | 0  | 2  | 4  | 6  | -2   |
| Guadalajara                  | 6    | 3  | 1  | 0  | 2  | 4  | 5  | -1   |
| Conferencia Oeste de la MLS1 | 4    | 3  | 0  | 1  | 2  | 3  | 7  | -4   |
| Conferencia Este de la MLS2  | 3    | 3  | 0  | 0  | 3  | 3  | 9  | -6   |
| Club América                 | 0    | 3  | 0  | 0  | 3  | 0  | 5  | -5   |
| Sporting de Lisboa3          | 0    | 1  | 1  | 0  | 0  | 2  | 1  | +1   |

- 1La Conferencia Oeste de la MLS está conformada por Los Ángeles Galaxy y Vancouver Whitecaps.
- 2La Conferencia Este de la MLS está conformada por Chicago Fire, New England Revolution y Philadelphia Union.
- 3El Sporting de Lisboa disputó solamente un partido, por lo que no recibió puntos.

| 13 de julio de 2011 | New England Revolution | 1:4 (0:0) | Manchester United                     | Gillette Stadium, Foxborough, Massachusetts                              |                                                                          |
|                     | Mansally 56'           | Reporte   | Owen 51' · Macheda 54' 61' · Park 80' | Asistencia: 51.523 espectadores Árbitro(s): Mark Geiger (Estados Unidos) | Asistencia: 51.523 espectadores Árbitro(s): Mark Geiger (Estados Unidos) |

| 16 de julio de 2011 | Club América | 0:2 (0:2) | Manchester City                    | AT&T Park, San Francisco, California                                         |                                                                              |
|                     |              | Reporte   | McGivern 17' · Wright-Phillips 27' | Asistencia: 11.250 espectadores Árbitro(s): Hilario Grajeda (Estados Unidos) | Asistencia: 11.250 espectadores Árbitro(s): Hilario Grajeda (Estados Unidos) |

| 16 de julio de 2011 | Los Ángeles Galaxy | 1:4 (0:2) | Real Madrid C. F.                                               | LA Memorial Coliseum, Los Ángeles, California                               |                                                                             |
|                     | Cristman 67'       | Reporte   | Callejón 31' · Joselu 40' · Cristiano Ronaldo 53' · Benzema 58' | Asistencia: 56.211 espectadores Árbitro(s): Jorge González (Estados Unidos) | Asistencia: 56.211 espectadores Árbitro(s): Jorge González (Estados Unidos) |

| 18 de julio de 2011 | Vancouver Whitecaps | 1:2 (1:0) | Manchester City                    | Empire Field, Vancouver, Columbia Británica                           |                                                                       |
|                     | Sanvezzo 30'        | Reporte   | Guidetti 68' · Wright-Phillips 84' | Asistencia: 24.074 espectadores Árbitro(s): Mauricio Navarro (Canadá) | Asistencia: 24.074 espectadores Árbitro(s): Mauricio Navarro (Canadá) |

| 20 de julio de 2011 | Guadalajara | 0:3 (0:0) | Real Madrid C. F.                    | Estadio Qualcomm, San Diego, California                                      |                                                                              |
|                     |             | Reporte   | Cristiano Ronaldo 73' 76' (pen.) 82' | Asistencia: 38.211 espectadores Árbitro(s): Ricardo Salazar (Estados Unidos) | Asistencia: 38.211 espectadores Árbitro(s): Ricardo Salazar (Estados Unidos) |

| 23 de julio de 2011 | Chicago Fire | 1:3 (1:0) | Manchester United                  | Soldier Field, Chicago, Illinois                                          |                                                                           |
|                     | Gibbs 13'    | Reporte   | Rooney 66' · Rafael 75' · Nani 82' | Asistencia: 61.308 espectadores Árbitro(s): Terry Vaughn (Estados Unidos) | Asistencia: 61.308 espectadores Árbitro(s): Terry Vaughn (Estados Unidos) |

| 23 de julio de 2011 | Juventus      | 1:2 (0:2) | Sporting de Lisboa | BMO Field, Toronto, Ontario                                       |                                                                   |
|                     | Del Piero 80' | Reporte   | Djaló 13' 36'      | Asistencia: 10.028 espectadores Árbitro(s): Drew Fischer (Canadá) | Asistencia: 10.028 espectadores Árbitro(s): Drew Fischer (Canadá) |

| 23 de julio de 2011 | Philadelphia Union | 1:2 (0:2) | Real Madrid C. F.      | Lincoln Financial Field, Filadelfia, Pensilvania                       |                                                                        |
|                     | Farfan 80'         | Reporte   | Callejón 2' · Özil 11' | Asistencia: 57.305 espectadores Árbitro(s): Alex Prus (Estados Unidos) | Asistencia: 57.305 espectadores Árbitro(s): Alex Prus (Estados Unidos) |

| 24 de julio de 2011 | Los Ángeles Galaxy | 1:1 (0:1) | Manchester City      | The Home Depot Center, Carson, California                                    |                                                                              |
|                     | Magee 53'          | Reporte   | Balotelli 20' (pen.) | Asistencia: 24.897 espectadores Árbitro(s): Ricardo Salazar (Estados Unidos) | Asistencia: 24.897 espectadores Árbitro(s): Ricardo Salazar (Estados Unidos) |

| Tanda de penaltis |                  |     |                  |                 |
| Keat              | Acierto de penal | 1:1 | Acierto de penal | Weiss           |
| Birchall          | Acierto de penal | 2:2 | Acierto de penal | Milner          |
| Juninho           | Fallo de penal   | 2:3 | Acierto de penal | Suárez          |
| Dunivant          | Acierto de penal | 3:4 | Acierto de penal | Kolarov         |
| Stephens          | Acierto de penal | 4:4 | Fallo de penal   | Guidetti        |
| McBean            | Fallo de penal   | 4:4 | Fallo de penal   | Lescott         |
| González          | Acierto de penal | 5:5 | Acierto de penal | De Jong         |
| McCarty           | Acierto de penal | 6:6 | Acierto de penal | Wright-Phillips |
| DeLaGarza         | Fallo de penal   | 6:7 | Acierto de penal | Hart            |

| 26 de julio de 2011 | Juventus     | 1:0 (1:0) | Club América | Citi Field, Nueva York, Nueva York                                          |                                                                             |
|                     | Pasquato 42' | Reporte   |              | Asistencia: 20.859 espectadores Árbitro(s): Jorge González (Estados Unidos) | Asistencia: 20.859 espectadores Árbitro(s): Jorge González (Estados Unidos) |

| 28 de julio de 2011 | Juventus         | 1:0 (1:0) | Guadalajara | Carter–Finley Stadium, Raleigh, Carolina del Norte                         |                                                                            |
|                     | Quagliarella 12' | Reporte   |             | Asistencia: 16.124 espectadores Árbitro(s): Mark Kadlecik (Estados Unidos) | Asistencia: 16.124 espectadores Árbitro(s): Mark Kadlecik (Estados Unidos) |

| 30 de julio de 2011 | F. C. Barcelona | 1:2 (0:1) | Manchester United   | FedExField, Landover, Maryland                                               |                                                                              |
|                     | Alcántara 70'   | Reporte   | Nani 22' · Owen 76' | Asistencia: 81.807 espectadores Árbitro(s): Ricardo Salazar (Estados Unidos) | Asistencia: 81.807 espectadores Árbitro(s): Ricardo Salazar (Estados Unidos) |

| 3 de agosto de 2011 | F. C. Barcelona | 1:4 (1:0) | Guadalajara                                          | Sun Life Stadium, Miami, Florida                                              |                                                                               |
|                     | Villa 3'        | Reporte   | Marco Fabián 60' 63' · Casillas 72' · Verduzco 90+3' | Asistencia: 70.080 espectadores Árbitro(s): Baldomero Toledo (Estados Unidos) | Asistencia: 70.080 espectadores Árbitro(s): Baldomero Toledo (Estados Unidos) |

| 6 de agosto de 2011 | F. C. Barcelona       | 2:0 (1:0) | Club América | Cowboys Stadium, Arlington, Texas                                            |                                                                              |
|                     | Villa 24' · Keita 90' | Reporte   |              | Asistencia: 60.087 espectadores Árbitro(s): Ricardo Salazar (Estados Unidos) | Asistencia: 60.087 espectadores Árbitro(s): Ricardo Salazar (Estados Unidos) |

| Spain                                |
| Campeón Real Madrid C.F. 1.er título |

## Goleadores
| Jugador               | Equipo                 | Goles |
| --------------------- | ---------------------- | ----- |
| Cristiano Ronaldo     | Real Madrid C. F.      | 4     |
| David Villa           | F. C. Barcelona        | 2     |
| Federico Macheda      | Manchester United      | 2     |
| José Callejón         | Real Madrid C. F.      | 2     |
| Marco Fabián          | Guadalajara            | 2     |
| Michael Owen          | Manchester United      | 2     |
| Nani                  | Manchester United      | 2     |
| Shaun Wright-Phillips | Manchester City        | 2     |
| Yannick Djaló         | Sporting de Lisboa     | 2     |
| Abdoulie Mansally     | New England Revolution | 1     |
| Adam Cristman         | Los Ángeles Galaxy     | 1     |
| Adam Johnson          | Manchester City        | 1     |
| Alessandro Del Piero  | Juventus de Turín      | 1     |
| Camilo Sanvezzo       | Vancouver Whitecaps    | 1     |
| Cory Gibbs            | Chicago Fire           | 1     |
| Cristian Pasquato     | Juventus de Turín      | 1     |
| Fabio Quagliarella    | Juventus de Turín      | 1     |
| Giovani Casillas      | Guadalajara            | 1     |
| John Guidetti         | Manchester City        | 1     |
| Joselu                | Real Madrid C. F.      | 1     |
| José Luis Verduzco    | Guadalajara            | 1     |
| Karim Benzema         | Real Madrid C. F.      | 1     |
| Mario Balotelli       | Manchester City        | 1     |
| Mesut Özil            | Real Madrid C. F.      | 1     |
| Michael Farfan        | Philadelphia Union     | 1     |
| Mike Magee            | Los Ángeles Galaxy     | 1     |
| Park Ji-Sung          | Manchester United      | 1     |
| Rafael                | Manchester United      | 1     |
| Ryan McGivern         | Manchester City        | 1     |
| Seydou Keita          | F. C. Barcelona        | 1     |
| Thiago Alcántara      | F. C. Barcelona        | 1     |
| Wayne Rooney          | Manchester United      | 1     |

| Predecesor: 2009 | World Football Challenge 2011 | Sucesor: 2012 |